# Miřejovice
Miřejovice är en ort i Tjeckien.   Den ligger i regionen Ústí nad Labem, i den nordvästra delen av landet, 60 km norr om huvudstaden Prag. Miřejovice ligger 274 meter över havet och antalet invånare är 169.
Terrängen runt Miřejovice är kuperad åt nordväst, men åt sydost är den platt. Terrängen runt Miřejovice sluttar söderut.Runt Miřejovice är det tätbefolkat, med 331 invånare per kvadratkilometer. Närmaste större samhälle är Ústí nad Labem, 13,1 km norr om Miřejovice. Omgivningarna runt Miřejovice är en mosaik av jordbruksmark och naturlig växtlighet.